# 瓦列里·阿特拉什琴科夫
瓦列里·沃洛迪米罗维奇·阿特拉什琴科夫（羅馬化：Valerii Volodymyrovych Atrashchenkov；1984年8月20日—），烏克蘭男子羽毛球運動員。

## 簡介

### 2008年
2008年8月，瓦列里·阿特拉什琴科夫出战哈爾科夫羽毛球國際賽，在男单準决赛以0比2（21-23、17-21）不敌赛会3/4种子、俄罗斯名将的弗拉基米尔·马尔科夫；此外，还与搭档格奥尔基·纳塔罗夫的男双準决赛以1比2（21-13、20-22、19-21）不敌赛会头号种子、乌克兰强档的维塔利·科诺夫/德米特罗·扎瓦德斯基。同年9月，他与埃琳娜·普鲁斯出战比利時羽毛球國際賽，在混双準决赛以0比2（18-21、13-21）不敌俄罗斯强档的维塔利·杜尔金/尼娜·维斯洛娃。同年11月，他与埃琳娜·普鲁斯出战俄羅斯羽毛球大獎賽，在混双準决赛以1比2（7-21、26-24、13-21）不敌赛会3号种子、俄罗斯强档的维塔利·杜尔金/尼娜·维斯洛娃。

### 2009年 系列賽：羅馬尼亞及哈爾科夫羽球赛夺冠
2009年2月，瓦列里·阿特拉什琴科夫与埃琳娜·普鲁斯出战奧地利羽毛球國際挑戰賽，在混双决赛以0比2（17-21、18-21）不敌赛会3号种子、英格兰强档的Robert Adcock/希瑟·奥利弗，赢得亚军。同年3月，他与埃琳娜·普鲁斯出战羅馬尼亞羽毛球國際賽，在混双决赛以2比0（21-19、21-12）击败了赛会3号种子、威尔士强档的Richard Vaughan/莎拉·托马斯，赢得成年组赛事冠军，亦是他首个國際系列賽混双冠军。同年9月，他出战哈爾科夫羽毛球國際賽，在男单準决赛以1比2（15-21、21-14、14-21）不敌赛会6号种子、丹麦名将的Kristian Midtgaard；此外，还与搭档弗拉季斯拉夫·德鲁日琴科的男双决赛以0比2（16-21、21-23）不敌俄罗斯强档的安德烈·阿什马林/安德烈·伊万诺夫，赢得亚军；而与搭档埃琳娜·普鲁斯的混双决赛因对方弃赛，赢得本赛季第二个國際系列賽混双冠军。

### 2010年 挑戰賽：奧地利夺冠卫冕及哈爾科夫羽球赛
2010年2月，瓦列里·阿特拉什琴科夫与埃琳娜·普鲁斯出战奧地利羽毛球國際挑戰賽，在混双决赛以2比1（24-26、21-17、21-17）击败了赛会2号种子、保加利亚强档的斯蒂利安·马卡尔斯基/黛安娜·迪莫娃，赢得成年组赛事冠军，亦是他首个國際挑戰賽混双冠军。同年3月，他与埃琳娜·普鲁斯出战波蘭羽毛球國際賽，在混双準决赛以1比2（21-18、15-21、19-21）不敌俄罗斯强档的安德烈·阿什马林/安娜斯塔西亚·普洛科朋科。同年7月，他与埃琳娜·普鲁斯出战白夜羽毛球賽，在混双决赛以0比2（17-21、14-21）不敌赛会5号种子、俄罗斯强档的叶夫根尼·德雷明/安娜斯塔西亚·鲁斯基赫，赢得亚军。同年9月，他与埃琳娜·普鲁斯出战比利時羽毛球國際賽，在混双準决赛以0比2（19-21、10-21）不敌德国强档的麦克·福克斯/比尔吉德·奥维泽尔。同期9月，他与埃琳娜·普鲁斯出战哈爾科夫羽毛球國際賽，在混双决赛以2比0（21-19、21-16）击败了赛会2号种子、威尔士强档的Aliaksei Konakh/阿莱西亚·扎伊特萨娃，赢得本赛季第二个國際挑戰賽混双冠军。同年12月，他与埃琳娜·普鲁斯出战土耳其羽毛球國際賽，在混双準决赛以1比2（14-21、21-14、16-21）不敌丹麦强档的马德斯·皮勒尔·科尔丁/茱莉·霍曼。

### 2011年 欧洲赛：保加利亞羽球赛夺冠
2011年10月，瓦列里·阿特拉什琴科夫与安娜·科布切娃出战保加利亞羽毛球國際賽，在混双决赛以2比1（21-18、19-21、21-14）击败了英格兰强档的加里·福克斯/萨曼塔·沃德，赢得国际赛混双冠军。同年10月，他出战瑞士羽毛球國際賽，在男单决赛以0比2（16-21、12-21）不敌印尼名将的安德鲁·库尔尼亚万·泰德乔诺，赢得亚军。

### 2012年
2012年3月，瓦列里·阿特拉什琴科夫与安娜·科布切娃出战波蘭羽毛球國際賽，在混双準决赛以0比2（15-21、13-21）不敌赛会头号种子、英格兰强档的内森·罗布森/珍妮·沃尔沃克。同年7月，他与安娜·科布切娃出战白夜羽毛球賽，在混双準决赛以1比2（15-21、22-20、15-21）不敌赛会3号种子、波兰强档的沃伊切赫·苏库德拉尔塞克/阿格涅什卡·维特科夫斯卡。同年10月，他出战保加利亞羽毛球國際賽，在男单準决赛以0比2（18-21、22-24）不敌赛会6号种子、立陶宛名将的凯斯图蒂斯·纳维茨卡斯。

### 2013年
2013年3月，瓦列里·阿特拉什琴科夫与安娜·科布切娃出战法國羽毛球國際賽，在混双準决赛以0比2（12-21、19-21）不敌英格兰强档的马库斯·埃利斯/艾莉莎·林姆。同年4月，他与安娜·科布切娃出战芬蘭羽毛球公開賽，在混双决赛以1比2（21-13、15-21、11-21）不敌丹麦强档的安德斯·斯考劳普·拉斯姆森/莉娜·格雷巴克，赢得亚军。同年8月，他參加中國廣州舉行的世界羽毛球錦標賽，先在首日出戰男子單打項目，在首圈就以1比2（15-21、21-18、14-21）負於德國的马克·茨维布勒出局。此外，他又與安娜·科布切娃出戰混合雙打項目，他們在首圈因對手棄權輪空，但在第二圈就以0比2（4-21、6-21）不敵4號種子、丹麥的约金·费舍尔·尼尔森/克里斯汀娜·彼德森出局。同年10月，他与阿提姆·波奇塔列夫出战保加利亞羽毛球國際賽，在男双準决赛以0比2（16-21、9-21）不敌赛会2号种子、波兰强档的亚当·克瓦林纳/普热梅斯瓦夫·瓦查。

### 2014年
2014年1月，瓦列里·阿特拉什琴科夫出战愛沙尼亞羽毛球國際賽，在男单决赛以0比2（14-21、14-21）不敌赛会6号种子、丹麦名将的拉斯穆斯·弗莱德伯格，赢得亚军。同年8月，他參加丹麥哥本哈根舉行的世界羽毛球錦標賽，出戰男子單打項目，首圈就以1比2（21-18、17-21、16-21）不敵斯里蘭卡的迪奴卡·卡鲁纳拉特纳出局。同年9月，他出战哈爾科夫羽毛球國際賽，在男单準決賽以1比3（6-11、6-11、11-6、2-11）不敌赛会4号种子、丹麦名将的乔希姆·佩尔森；此外，还与搭档耶利萨芙塔·扎尔卡的混双决赛以1比3（11-10、7-11、10-11、6-11）不敌队友的阿提姆·波奇塔列夫/埃琳娜·普鲁斯，赢得亚军。

### 2015年
2015年4月，瓦列里·阿特拉什琴科夫出战芬蘭羽毛球公開賽，在男单準决赛以1比2（21-12、13-21、7-21）不敌赛会2号种子、俄罗斯名将的弗拉基米尔·马尔科夫。

### 2017年
2017年12月，瓦列里·阿特拉什琴科夫出战土耳其羽毛球國際賽，在男单準决赛以0比2（13-21、7-21）不敌赛会2号种子、法国名将的卢卡斯·克拉尔布特；此外，还与搭档耶利萨芙塔·扎尔卡的混双决赛以0比2（18-21、20-22）不敌德国强档的彼得·卡斯巴尔/奥尔佳·科农，赢得亚军。

### 2018年
2018年8月，瓦列里·阿特拉什琴科夫与耶利萨芙塔·扎尔卡出战哈爾科夫羽毛球國際賽，在混双準决赛以1比2（21-16、21-23、20-22）不敌赛会4号种子、波兰强档的帕维尔·斯梅洛夫斯基/马格达莱纳·斯维尔琴斯卡。同年9月，他出战白俄羅斯羽毛球國際賽，在男单準决赛以0比2（4-21、14-21）不敌赛会8号种子、法国名将的利奥·罗西。

## 主要比賽成績
只列出曾進入準決賽的國際賽事成績：
| 年份   | 賽事                       | 公開賽級別 | 項目     | 搭檔                    | 成績   |
| ------ | -------------------------- | ---------- | -------- | ----------------------- | ------ |
| 2008年 | 哈爾科夫羽毛球國際賽       | 國際系列賽 | 男子單打 | －                      | 準決賽 |
| 2008年 | 哈爾科夫羽毛球國際賽       | 國際系列賽 | 男子雙打 | 格奥尔基·纳塔罗夫       | 準決賽 |
| 2008年 | 比利時羽毛球國際賽         | 國際挑戰賽 | 混合雙打 | 埃琳娜·普鲁斯           | 準決賽 |
| 2008年 | 俄羅斯羽毛球大獎賽         | 大獎賽     | 混合雙打 | 埃琳娜·普鲁斯           | 準決賽 |
| 2009年 | 愛沙尼亞羽毛球國際賽       | 國際系列賽 | 混合雙打 | 埃琳娜·普鲁斯           | 準決賽 |
| 2009年 | 瑞典斯德哥爾摩羽毛球國際賽 | 國際挑戰賽 | 混合雙打 | 埃琳娜·普鲁斯           | 冠軍   |
| 2009年 | 奧地利羽毛球國際挑戰賽     | 國際挑戰賽 | 混合雙打 | 埃琳娜·普鲁斯           | 亞軍   |
| 2009年 | 羅馬尼亞羽毛球國際賽       | 國際系列賽 | 混合雙打 | 埃琳娜·普鲁斯           | 冠軍   |
| 2009年 | 哈爾科夫羽毛球國際賽       | 國際系列賽 | 男子單打 | －                      | 準決賽 |
| 2009年 | 哈爾科夫羽毛球國際賽       | 國際系列賽 | 男子雙打 | 弗拉季斯拉夫·德鲁日琴科 | 亞軍   |
| 2009年 | 哈爾科夫羽毛球國際賽       | 國際系列賽 | 混合雙打 | 埃琳娜·普鲁斯           | 冠軍   |
| 2010年 | 奧地利羽毛球國際挑戰賽     | 國際挑戰賽 | 混合雙打 | 埃琳娜·普鲁斯           | 冠軍   |
| 2010年 | 波蘭羽毛球國際賽           | 國際挑戰賽 | 混合雙打 | 埃琳娜·普鲁斯           | 準決賽 |
| 2010年 | 白夜羽毛球賽               | 國際挑戰賽 | 混合雙打 | 埃琳娜·普鲁斯           | 亞軍   |
| 2010年 | 比利時羽毛球國際賽         | 國際挑戰賽 | 混合雙打 | 埃琳娜·普鲁斯           | 準決賽 |
| 2010年 | 哈爾科夫羽毛球國際賽       | 國際挑戰賽 | 混合雙打 | 埃琳娜·普鲁斯           | 冠軍   |
| 2010年 | 土耳其羽毛球國際賽         | 國際系列賽 | 混合雙打 | 埃琳娜·普鲁斯           | 準決賽 |
| 2011年 | 保加利亞羽毛球國際賽       | 國際挑戰賽 | 混合雙打 | 安娜·科布切娃           | 冠軍   |
| 2011年 | 瑞士羽毛球國際賽           | 國際挑戰賽 | 男子單打 | －                      | 亞軍   |
| 2012年 | 波蘭羽毛球國際賽           | 國際挑戰賽 | 混合雙打 | 安娜·科布切娃           | 準決賽 |
| 2012年 | 白夜羽毛球賽               | 國際挑戰賽 | 混合雙打 | 安娜·科布切娃           | 準決賽 |
| 2012年 | 保加利亞羽毛球國際賽       | 國際挑戰賽 | 男子單打 | －                      | 準決賽 |
| 2013年 | 法國羽毛球國際賽           | 國際挑戰賽 | 混合雙打 | 安娜·科布切娃           | 準決賽 |
| 2013年 | 芬蘭羽毛球公開賽           | 國際挑戰賽 | 混合雙打 | 安娜·科布切娃           | 亞軍   |
| 2013年 | 保加利亞羽毛球國際賽       | 國際挑戰賽 | 男子雙打 | 阿提姆·波奇塔列夫       | 準決賽 |
| 2014年 | 愛沙尼亞羽毛球國際賽       | 國際系列賽 | 男子單打 | －                      | 亞軍   |
| 2014年 | 哈爾科夫羽毛球國際賽       | 國際挑戰賽 | 男子單打 | －                      | 準決賽 |
| 2014年 | 哈爾科夫羽毛球國際賽       | 國際挑戰賽 | 混合雙打 | 耶利萨芙塔·扎尔卡       | 亞軍   |
| 2015年 | 芬蘭羽毛球公開賽           | 國際挑戰賽 | 男子單打 | －                      | 準決賽 |
| 2017年 | 土耳其羽毛球國際賽         | 國際系列賽 | 男子單打 | －                      | 準決賽 |
| 2017年 | 土耳其羽毛球國際賽         | 國際系列賽 | 混合雙打 | 耶利萨芙塔·扎尔卡       | 亞軍   |
| 2018年 | 哈爾科夫羽毛球國際賽       | 國際挑戰賽 | 混合雙打 | 耶利萨芙塔·扎尔卡       | 準決賽 |
| 2018年 | 白俄羅斯羽毛球國際賽       | 未來系列賽 | 男子單打 | －                      | 準決賽 |

| 2007-2017年 | 首要超級賽 | 超級賽 | 黃金大獎賽 | 大獎賽 | 國際挑戰賽 | 國際系列賽 | 未來系列賽 | 其他 |

| 2018-2026年 | 總決賽 | 超級1000賽 | 超級750賽 | 超級500賽 | 超級300賽 | 超級100賽 | 國際挑戰賽 | 國際系列賽 | 未來系列賽 | 其他 |

### 奧運會和世錦賽參賽紀錄
|          | 搭檔              | 2007 | 2008 | 2009 | 2010 | 2011 | 2012 | 2013 | 2014 |
| -------- | ----------------- | ---- | ---- | ---- | ---- | ---- | ---- | ---- | ---- |
| 男子單打 | －                | －   | －   | 64強 | 64強 | 64強 | －   | 64強 | 64強 |
|          |                   |      |      |      |      |      |      |      |      |
| 男子雙打 | 格奥尔基·纳塔罗夫 | －   | －   | 32強 | －   | －   | －   | －   | －   |
|          |                   |      |      |      |      |      |      |      |      |
| 混合雙打 | 埃琳娜·普鲁斯     | 48強 | －   | 32強 | 48強 | 32強 | －   | －   | －   |
| 混合雙打 | 安娜·科布切娃     | －   | －   | －   | －   | －   | －   | 32強 | －   |